# Apalocnemis racemata
Apalocnemis racemata är en tvåvingeart som beskrevs av Collin 1933. Apalocnemis racemata ingår i släktet Apalocnemis och familjen Brachystomatidae. Inga underarter finns listade i Catalogue of Life.